# Chronologie d'Aix-en-Provence
Pour un article plus général, voir Histoire d'Aix-en-Provence.
Cette chronologie d'Aix-en-Provence liste les principaux événements historiques de la ville d'Aix-en-Provence, capitale historique de la Provence.

## Préhistoire
- IIIe millénaire av. J.-C. : Installation des premières communautés humaines dans des villages de plein air dans le Pays d'Aix.

## Antiquité

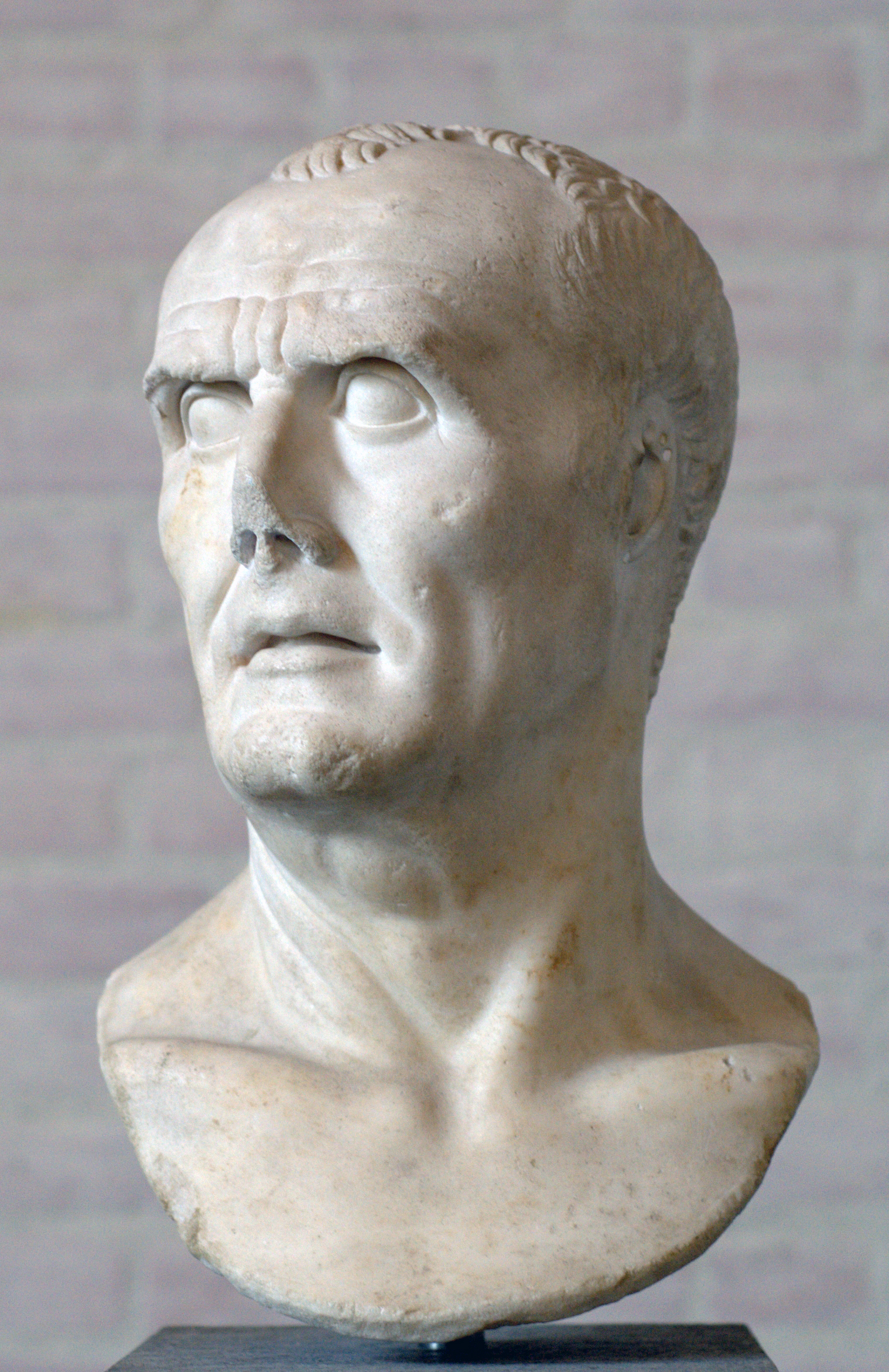
Caius Marius.

- 124 av. J.-C. : le consul romain Caius Sextius Calvinus démantèle l'oppidum d'Entremont.
- 122 av. J.-C. : fondation d'Aquae Sextiae par le même Caius Sextius Calvinus.
- 102 av. J.-C. : bataille d'Aquae Sextiae au cours de laquelle Caius Marius écrase les Ambrons et les Teutons.

## Moyen Âge

### Haut Moyen Âge
- IVe siècle : Aix devient capitale de la Gaule narbonnaise.
- 408 : Nomination de Lazare d'Aix, premier évêque d'Aix connu.
- 466 : Mort à Aix de Mitre d'Aix.
- 477 : Occupation de la ville par les Wisigoths.
- 731 : Invasion sarrasine.

### XIIesiècle
- 1189 : les comtes de Provence quittent leur résidence d'Arles et d'Avignon au profit d'Aix, qui devient capitale de la province.

### XIVesiècle
- 1382 : création de l'Union d'Aix.
- 23 octobre 1383 : translation des reliques de Mitre d'Aix à la cathédrale Saint-Sauveur.

### XVesiècle

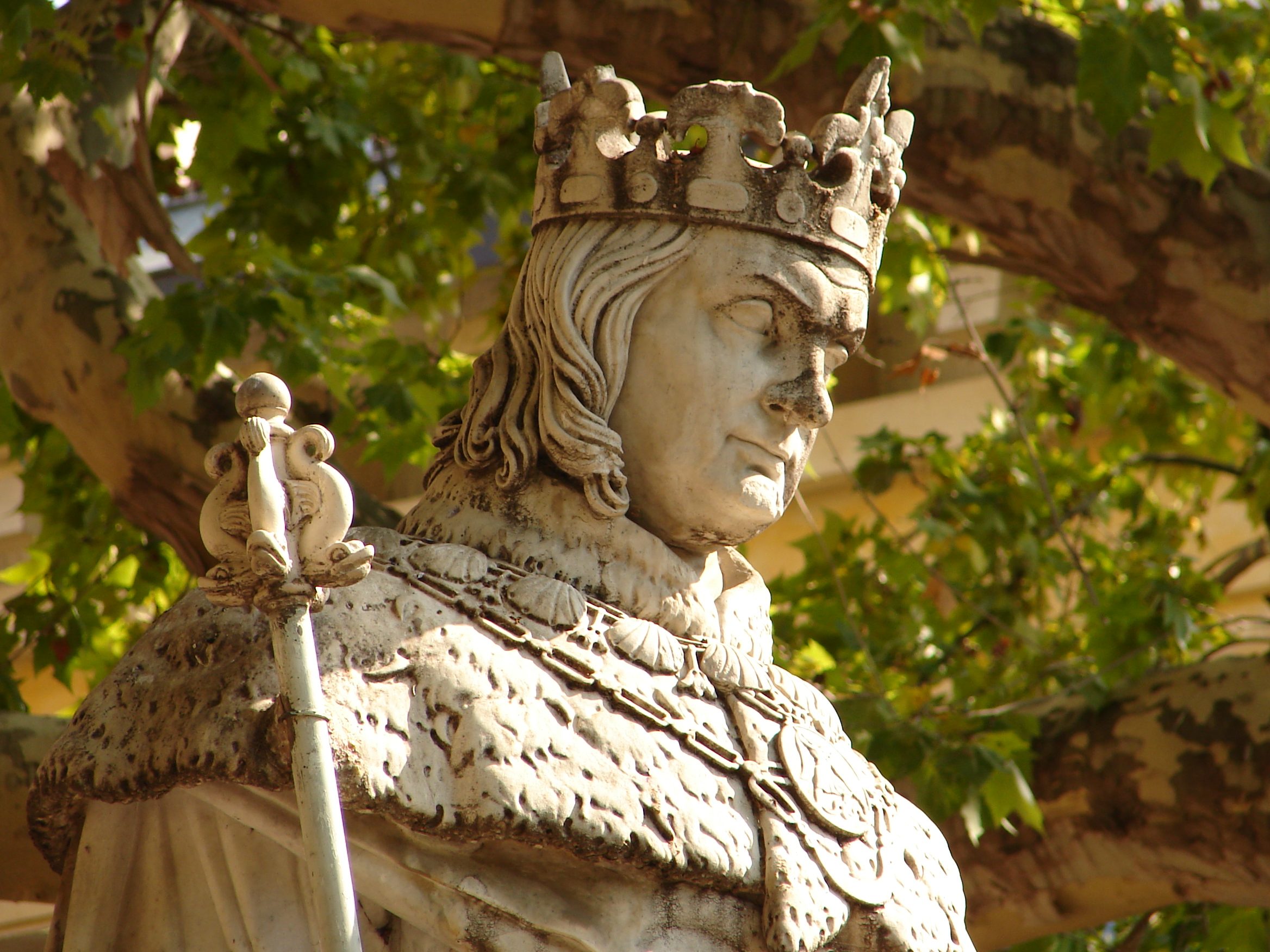
Le roi René.

- 1409 : le roi René fonde l'université d'Aix.
- 1480 : mort à Aix du roi René.
- 1486 : Aix et la Provence sont rattachées à la France.

## Époque moderne

### XVIesiècle
- octobre 1590 : le duc de Savoie se fait nommer comte de Provence par la Ligue et prend Aix.

### XVIIesiècle
- 30 octobre 1622 : le roi Louis XIII s'arrête à Aix qui l'accueille avec enthousiasme.
- 1630 : révolte des Cascaveous.
- 1632 : achèvement des travaux de construction du château de la Calade.
- 30 octobre 1645 : Michel Mazarin, frère du cardinal Mazarin, devient archevêque d'Aix.
- 15 février 1646 : par lettres patentes enregistrées par le Parlement d'Aix[1], Louis XIV accorde au nouvel archevêque Michel Mazarin l'autorisation d'abattre le rempart sud de la ville entre la porte des Augustins et la Plateforme pour y bâtir un nouveau quartier (aujourd'hui le « quartier Mazarin »), conçu selon un plan en damier, inspiré de la Renaissance italienne, contrastant avec l’irrégularité de l’espace médiéval situé au nord de la ville.
- 1648 : Jérôme Grimaldi-Cavalleroni, archevêque d'Aix.
- 14 février 1659 : émeutes de la Saint-Valentin.
- 17 janvier 1660 : le roi de France Louis XIV entre dans Aix.
- 1685 : mort de l'archevêque Grimaldi. Charles Le Goux de La Berchère lui succède.
- 1687 : la ville d'Aix fête la guérison du roi pendant un mois entier.

### XVIIIesiècle
- mars 1701 : depuis le balcon de l'hôtel de Forbin, au no 20 du cours Mirabeau, Louis, duc de Bourgogne et Charles, duc de Berry assistent à un combat d'oranges donné en leur honneur[2].
- 1756 : construction de la fontaine de l'Hôtel-de-Ville.
- 1784 : destruction du palais comtal d'Aix.

## Époque contemporaine

### Révolution et Terreur
- 1790 : Aix devient chef-lieu de district et du département.
- 14 décembre 1790 : Jean Joseph Pierre Pascalis est lynché sur le cours Mirabeau.
- 22 août 1792 : une troupe étrangère à la ville investit l'hôtel de ville et saccage la salle du Conseil. Des toiles centenaires sont arrachées de leur cadre et brûlées sur la place.
- 24 floréal an III (13 mai 1795) : les royalistes des compagnies du soleil massacrent trente jacobins dans la prison de la ville.
- 8 mars 1800 : Le préfet Charles Delacroix choisit Marseille pour préfecture des Bouches-du-Rhône au détriment d'Aix, pourtant chef-lieu de 1790 à 1792.

### XIXesiècle

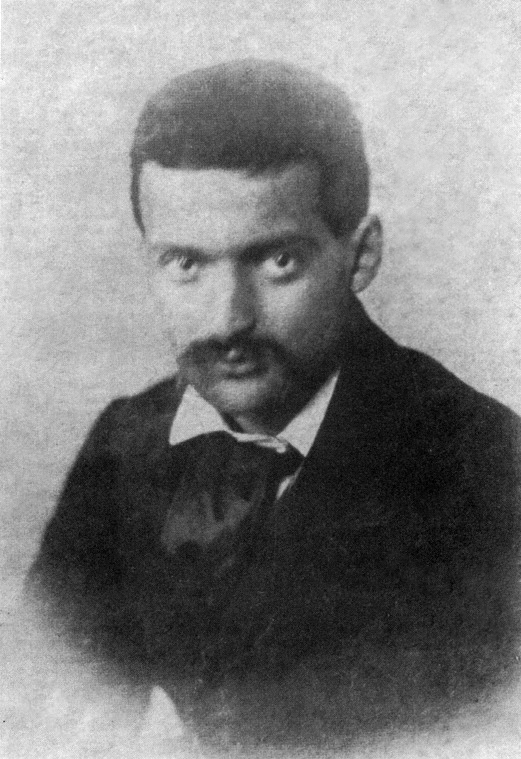
Paul Cézanne.

- 19 mai 1823 : inauguration de la statue du roi René sur le cours Mirabeau.
- 18 novembre 1837 : parution du premier numéro du Mémorial d'Aix.
- automne 1838 : synode d'Aix-en-Provence de 1838.
- 19 janvier 1839 : naissance à Aix de Paul Cézanne.
- 1856 : arrivé à Aix du train de la Compagnie des chemins de fer de Paris à Lyon et à la Méditerranée.
- novembre 1860 : inauguration de la fontaine de la Rotonde.
- 18 mai 1875 : inauguration de la croix de Provence par Théodore-Augustin Forcade, archevêque d'Aix, en présence de 3 000 fidèles.
- 1878 : création de l'asile d'aliénés au quartier de Montperrin.
- 1880 : les derniers remparts de la ville sont détruits.
- 24 mars 1884 : obsèques de François-Auguste Mignet en l'église de la Madeleine.
- 16 avril 1890 : inauguration du lycée Mignet.
- 1892 : construction de la manufacture d'allumettes.
- 1896 : création d'une Bourse du Travail à Aix[3].

### XXesiècle
- 28 juin 1903 : inauguration du tramway aixois.
- 22 octobre 1906 : mort à Aix de Paul Cézanne.
- 11 juin 1909 : fort tremblement de terre à Aix et dans le reste des Bouches-du-Rhône.
- 12 mars 1913 : Aix devient officiellement « ville d'eaux ».

#### Première Guerre mondiale et entre-deux-guerres
- 1922 : Construction de la fontaine Pascal, en haut du cours Sextius.
- 1932 : création du musée du Vieil-Aix.

#### Seconde Guerre mondiale
- 6 septembre 1939 : ouverture du camp des Milles.
- 15 mars 1943 : fermeture du camp des Milles.

#### Depuis 1945
- 1947 : création du lycée militaire d'Aix-en-Provence.
- 1948 : création par Gabriel Dussurget du festival d'art lyrique.

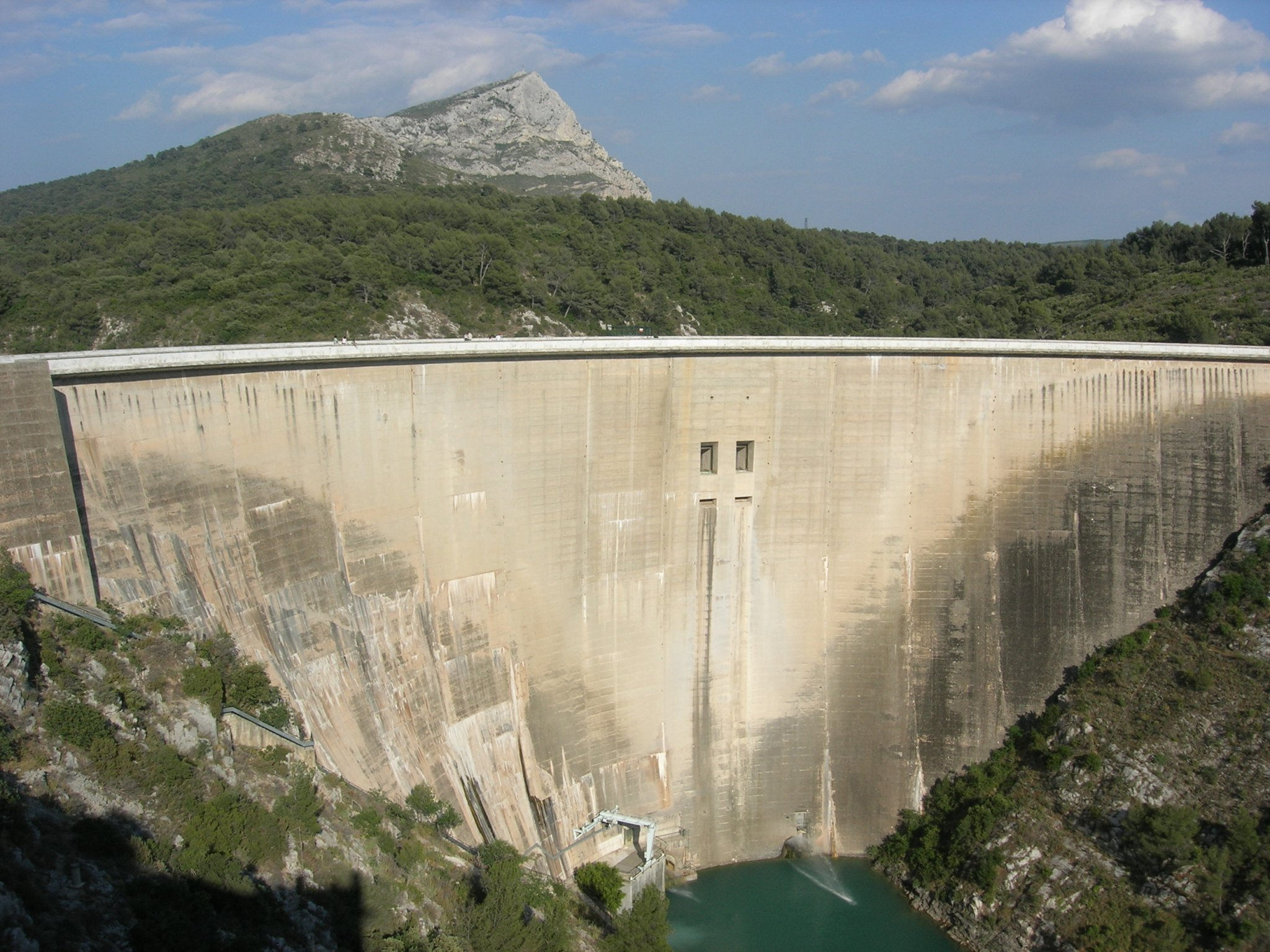
Barrage de Bimont.

- 1952 : mise en service du barrage de Bimont.
- 17 avril 1953 : installation du muséum d'histoire naturelle dans l'hôtel Boyer d'Éguilles.
- mai 1957 : jumelage des universités d'Aix et de Tübingen.
- octobre 1966 : inauguration du bâtiment des Archives nationales d'outre-mer (CAOM).
- 27 janvier 1967 : Félix Ciccolini devient maire d'Aix-en-Provence.
- 16 avril 1973 : Pablo Picasso est inhumé au château de Vauvenargues.
- 1976 : Inauguration de la fondation Vasarely au quartier du Jas-de-Bouffan.
- 29 juin 1978 : Alain Joissains devient maire d'Aix-en-Provence.
- 1981 : 500e anniversaire du rattachement de la Provence à la France.
- 18 mars 1983 : Jean-Pierre de Peretti devient maire d'Aix-en-Provence.
- 15 décembre 1985 : Création de l'AOC coteaux d'Aix.
- 24 mars 1989 : Jean-François Picheral devient maire d'Aix-en-Provence.
- 28 août 1989 : Incendie du massif de la Sainte-Victoire, 6 000 hectares détruits.
- 1989 : ouverture de la Cité du livre dans l'ancienne usine des Allumettes.
- 14 décembre 1990 : la municipalité devient propriétaire du Grand-Saint-Jean, à Puyricard.
- 1993 : inauguration du théâtre Nô d'Aix-en-Provence.
- juillet 2000 : réouverture du théâtre du Jeu de Paume avec un an et demi de travaux.

### XXIesiècle

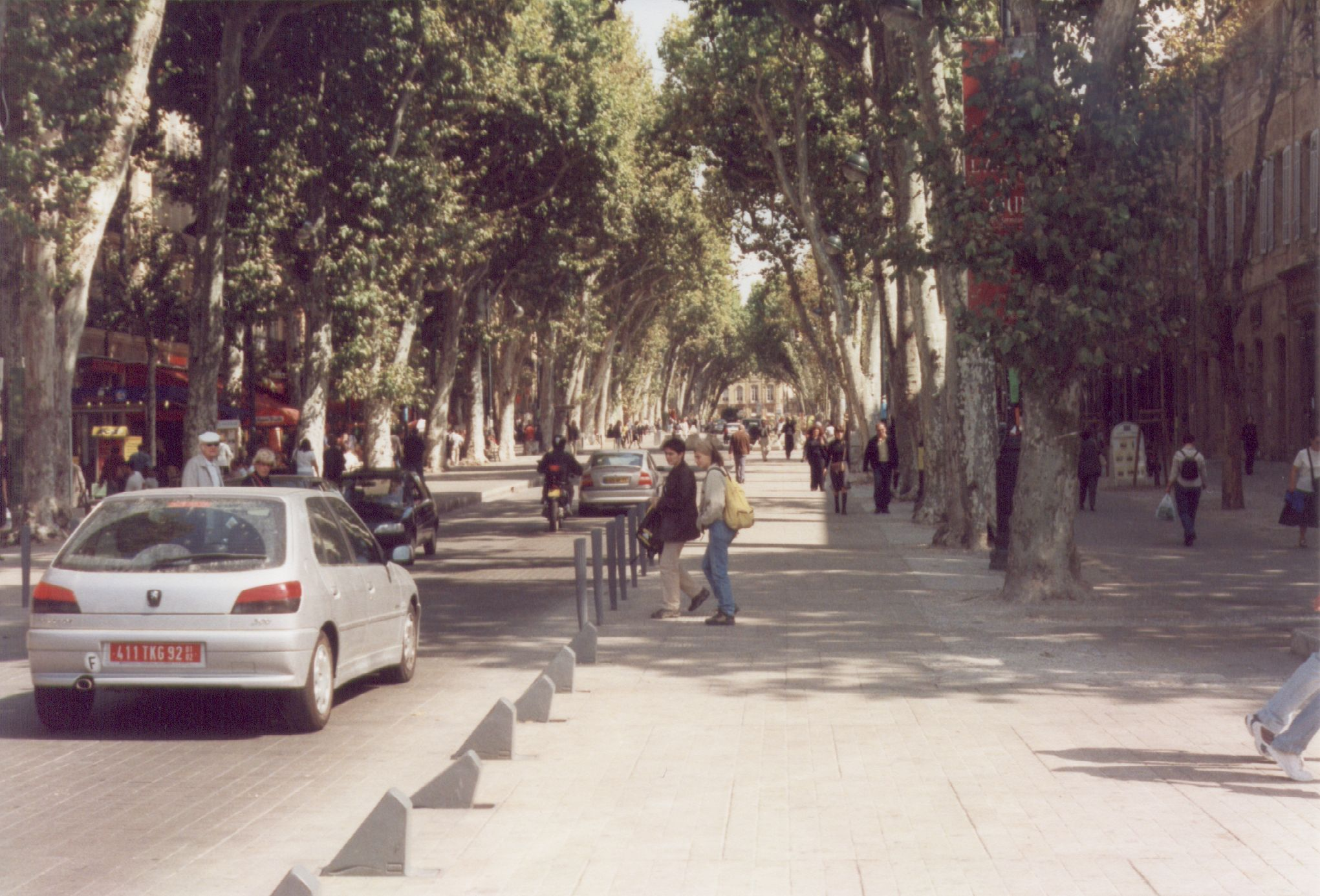
Cours Mirabeau.

- 18 mars 2001 : Maryse Joissains-Masini devient maire d'Aix-en-Provence.
- 10 juin 2001 : inauguration de la gare d'Aix-en-Provence TGV.
- 30 juin 2002 : achèvement des travaux de rénovation du cours Mirabeau.
- 2004 : découverte d'un théâtre antique dans le quartier de Notre-Dame-de-la-Seds.
- 2006 : célébration du centenaire de la mort de Paul Cézanne.
- 2007 : inauguration du Grand théâtre de Provence.
- 16 mars 2008 : réélection de Maryse Joissains-Masini à la mairie d'Aix-en-Provence.
- 29 juillet 2009 : réélection de Maryse Joissains-Masini à la mairie d'Aix-en-Provence à la suite d'une invalidation du Conseil d'État.
- Mars 2010 : la municipalité d'Aix-en-Provence annonce son intention de vendre l'hôtel de Caumont pour 12 millions d'euros[4], ce qui provoque l'inquiétude d'associations de défense du patrimoine aixois[5].
- Novembre 2010 : la municipalité d'Aix-en-Provence met en vente pour 8 millions d'euros le bâtiment de 1 166 m2 qui abrite l'office de tourisme de la ville, place de la Rotonde[6].